# Sporting CP (futsal)
Sporting CP je portugalský futsal tým. Je to jedna ze sekcí klubu Sporting CP a jsou současnými evropskými mistry.

## Získané trofeje

### Národní
- Portugalská Futsal League (15)

1990/91, 1992/93, 1993/94, 1994/95, 1998/99, 2000/01, 2003/04, 2005/06, 2009/10, 2010/11, 2012/13, 2013/14, 2015/16, 2017/18, 2018/19
- Portugalský Futsal Cup (7)

2005/06, 2007/08, 2010/11, 2012/13, 2015/16, 2017/18, 2018/19
- Portugalský Futsal Super Cup (9)

2001, 2004, 2008, 2010, 2013, 2014, 2017, 2018, 2019

### Mezinárodní
- UEFA Futsal Champions League (1)

2018/19

## Soupiska
Zdroj: 
Aktuální k datu: 23. února 2020
| Číslo |             | Hráč             | Pozice    |
| ----- | ----------- | ---------------- | --------- |
| 1     | Portugalsko | Gonçalo Portugal | Brankář   |
| 2     | Kazachstán  | Léo              | Obránce   |
| 3     | Kazachstán  | Taynan           | Útočník   |
| 6     | Portugalsko | Pauleta          | Útočník   |
| 7     | Portugalsko | Cardinal         | Univerzál |
| 8     | Portugalsko | Erick Mendonça   | Obránce   |
| 9     | Portugalsko | João Matos       | Obránce   |
| 10    | Brazílie    | Deo              | Útočník   |
| 11    | Brazílie    | Rocha            | Univerzál |
| 14    | Brazílie    | Guitta           | Brankář   |
| 16    | Portugalsko | Bernardo Paço    | Brankář   |
| 17    | Itálie      | Diego Cavinato   | Útočník   |
| 18    | Portugalsko | Pany Varela      | Útočník   |
| 20    | Brazílie    | Alex Felipe      | Útočník   |
| 29    | Itálie      | Alex Merlim      | Útočník   |